# Runcina coronata
Runcina coronata är en snäckart som först beskrevs av Jean Louis Armand de Quatrefages de Bréau 1844.  Runcina coronata ingår i släktet Runcina och familjen Runcinidae. Inga underarter finns listade i Catalogue of Life.